# 性別選擇
人類的性別選擇的普遍是為確保「家族平衡」。現代科學技術許可選擇嬰孩性別，有幾個可實行時間階段：胚胎植入前，胚胎植入後，或在分娩時實行。

## 科學方法

### 胚胎植入前
胚胎植入前的性別選擇，主要有兩個方案。
- 精子分類（Sperm sorting）：卵子授精前先前把精液歸類。當中的方法把精子經過白蛋白的多次過濾，不過分離率離100%仍遠[1]，或將一種會發光的顏料加諸于精子，分成X染色體精液和Y染色體（決定性別的染色體）精液。再將這些精液使用在人工受精或試管內授精（IVF）規程。
- 胚胎植入前的遺傳診斷（Preimplantation genetic diagnosis，PGD）：使用人工受精的胚胎，規程基因上被分為X染色體或Y染色體，然後把性別合適的受精卵植入到子宮。

### 胚胎植入後
- 產前診斷：同時或是擇一使用羊膜穿刺術與医学超声检查，以確定子女的性別，之後可以把性別不合適的胎兒進行人工流產，惟違反優生保健法而禁止篩選。

## 分娩後
- 殺害嬰孩：殺害或摒棄性別不合適的子女，在大部份國家法律上並不容許，但在不少國家文化裡仍是常有的做法。
- 遗弃子女：嬰兒誕生以後把性別不合適的子女義務放棄。雖具體上不算為性別選擇，但從某一家長角度看是性別選擇一種方法。

## 传统方式
許多來自傳統文化中的方法希望控制性别选择，通常是希望生育男孩，尽管这些方法都是无效，甚至是让人难以置信的。例如，某些人相信，月經週期受孕計時能影響小孩的性別，因此構想使用出生圖和占星学術圖計算應受孕出嬰孩的性別，但這或其他時間方法是完全沒有證據支持。电影《摔跤吧！爸爸》中艺术的表现印度传统生男秘方——特定性交时间、节欲、特定饮食、祈祷，在“绝对能生男孩”的保证下，结果无一灵验。

## 影响
應用上述非自然技術方法會創造下列一些普遍道德、伦理争议，以及产生社會問題，而這些争议和問題也正是人們進行性別選擇的主要原因： 
- 以下問題是最普遍的争议和問題：

性別歧視：如某一家長對男孩或女孩有特別喜愛傾向，會對生出來性別不合適的子女有所不利。例如，中國古有重男輕女文化和「一胎化政策」已經造成社會性別不平衡，中國全國數字顯示，為每1000個男孩，只有在833個女孩誕生。印度2000年人口普查顯示在印度全國女性與男性出生比率為每1000個男孩只有927個女孩誕生；旁遮普邦（Punjab）和哈里亞納邦（Haryana）的比率為每1000個男孩出生，只766個女孩。
人類性別比失调最为明显的后果，是男女婚配對比率失調，无法找到适婚对象的男人不斷增加。对适婚女性的强烈需要將會導致，以童养媳、換親、拐賣婦女、性犯罪等方式建立的买卖、包办和强迫婚姻的增多。
- 優生學：根據科學家發現的4000多種遺傳性疾病中，有250種以上只發生在男性而較少在女性。PGD在美國使用主要為減少先天天缺陷和反常性孩子，但反對者擔心使用PGD更多是基於優生學的目的。
- 成人不應該給孩子無理的期待，這個許多人無法實踐的道理，也可能因為性別選擇而更嚴重：

心理涵義：如果無法獲得所預期的性別的孩子，父母和孩子心理可受影響。
違犯康德主義原則：有些爭議認為，由於父母能夠選擇他們的孩子性別，使得父母使用孩子履行他們自己的慾望，而不是尊重孩子個人。